# Regina Strinasacchi

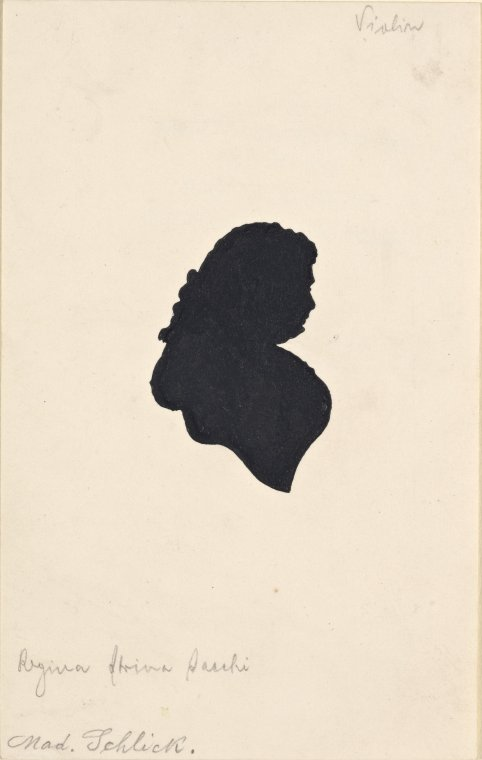
Porträt von Regina Strinasacchi

Regina Strinasacchi, verheiratete Regina Schlick (* 28. Februar 1761 in Ostiglia; † 11. Juni 1839 in Dresden), war eine italienische Violinistin, Gitarristin und Komponistin der Mozart-Zeit.

## Leben
Regina Strinasacchi erhielt ihre musikalische Ausbildung im jahrhundertealten Ospedale della Pietà in Venedig, einem Waisenhaus für Mädchen, an dem unter anderem Antonio Vivaldi gewirkt hatte. Die dortige Musikerziehung umfasste auch das Dirigieren und das Spielen von Streich- und Blasinstrumenten, obwohl man damals in weiten Kreisen für Frauen nur Singen und Klavierspielen für schicklich hielt. Während es zu dieser Zeit einige berühmte Pianistinnen gab, war Regina Strinasacchi als Geigerin eine absolute Ausnahme. Regina gab anfangs als Wunderkind Konzerte, wobei sie vermutlich jünger gemacht wurde, was zu Irritationen über ihr genaues Geburtsdatum führte. Ab 1780 unternahm sie eine mehrjährige Konzertreise durch Italien, Frankreich und Deutschland. 1784 hielt sie sich in Wien auf und gab dort bei Wolfgang Amadé Mozart die Sonate für Klavier und Violine B-Dur (KV 454) in Auftrag. Die Uraufführung am 29. April fand im Beisein Kaiser Joseph II. statt und war ein großer Erfolg, obwohl Mozart einen Tag vor dem Konzert erst den Violinpart fertig hatte und den Klavierpart improvisierte und erst hinterher aufschrieb.
Im gleichen oder folgenden Jahr heiratete Regina Strinasacchi den Gitarristen und Cellisten Johann Konrad Schlick (1749–1818) aus Mansbach, der zu dieser Zeit Cellist  in Gotha war. Sie wurde festangestelltes Mitglied des Gothaischen Hoforchesters, was damals für eine Frau absolut unüblich war. Außer Geige spielte sie Gitarre, komponierte – allerdings sind alle Werke verschollen –, und dirigierte wahrscheinlich auch. Zwischen 1795 und 1810 unternahm sie mit ihrem Mann und einer Caroline Schlick, möglicherweise ihrer Tochter, mehrere Konzertreisen. Nach dem Tod ihres Mannes zog sie mit ihrem Sohn Johann Friedrich Wilhelm (1801–1874), einem Cellisten und Instrumentenbauer, nach Dresden, wo sie auch starb.

## Das Urteil der Zeitgenossen
„Italien hat nun wieder eine vortrefliche Violinspielerin an der Signora Caterina Strinasacchi aus Mantua gebürtig. Ich habe sie verschiednemal in Florenz, und jederzeit mit dem innigsten Vergnügen, in ihrem Concert gehöret. Es ist unglaublich, mit welcher Leichtigkeit und gutem Anstand das Mädchen (sie ist ohngefähr 18 Jahr alt und sehr gut gebildet) dies an sich schwere Instrument zu behandeln weis. Der Ton, den sie aus ihrer cremonesischen Geige herauszieht, ist feiner abgeschliffener Silberton. Die Violinconcerte von Giarnowick, St. George, Borra, Cambini etc. spielt sie besonders gut, mit vielem Feuer, oder wie die Italiener sich mit einem viel umfassenden Wort ausdrücken, con molto Estro. Sie hat sich einige Jahre in Paris aufgehalten, wo sie Gelegenheit hatte, die besten und größten Tonkünstler und Violinisten aller Nationen am Concert Spirituel zu hören, und das Brillante in der Ausführung, wie auch einige unschuldige Galanterien, mag sie wohl dort gelernt haben. Aber Dank sey es ihrem Schutzengel, daß er sie vor dem läppischen flatterhaften Geschmack und der eckelhaften Süßigkeit unsrer galanten Nachbarn bewahret hat. […] Kurz, sie hat den besten Geschmack in der Music […]“

„Hier haben wir nun die berühmte Mantuanerin Strinasacchi, eine sehr gute Violinspielerin; sie hat sehr viel Geschmack und Empfindung in ihrem Spiele. – Ich schreibe eben an einer Sonate, welche wir Donnerstag im Theater bey ihrer Akademie zusammen spielen werden.“

„Mir thut es Leid, daß du dieses nicht grosse, artige, etwa 23 Jahr alte, nicht schandliche sehr geschickte Frauenzimmer nicht gehört hast. Sie spielt keine Note ohne Empfindung, so gar bey der Synfonie spielte sie alles mit expression, und ihr Adagio kann kein Mensch mit mehr Empfindung und rührender spielen als sie; ihr ganzes Herz und Seele ist bey der Melodie, die sie vorträgt; und eben so schön ist ihr Ton, und auch kraft des Tones. Überhaupts finde [ich], daß ein Frauenzimmer, die Talent hat, mehr mit ausdruck spielt, als ein Mannsperson.“